# Mahbub ul Haq
Mahbub ul Haq (in lingua urdu محبوب الحق; Jammu, 24 febbraio 1934 – New York, 16 luglio 1998) è stato un economista e politico pakistano, ministro dell'Economia e delle Finanze del Pakistan, rappresentante delle Nazioni Unite.
Fu docente di microeconomia alla University of Karachi. Fu coinvolto nella teoria human development theory (HDP), e creò il Rapporto sullo sviluppo umano  (HDR). Il suo lavoro del 1996 Reflections on Human Development aprì nuove vie per proposte politiche come l'indice di sviluppo umano, così come l'iniziativa Patto mondiale delle Nazioni Unite e la creazione dello Economic Security Council delle Nazioni Unite che ispirò l'istituzione del Consiglio economico e sociale delle Nazioni Unite.

## Biografia

### Infanzia e educazione
Mahbub-ul-Haq nasce nel British Punjab, India britannica. Vive le violenze religiose in India nate dalla Partizione dell'India nel subcontinente indiano nell'agosto 1947. Lui e la sua famiglia fuggirono in Pakistan. La natura settaria della violenza lasciò un'impronta indelebile nel giovane Mahbub-ul-Haq. Dopo aver raggiunto Lahore, Haq continuò gli studi con un aiuto governativo. Nel 1954, si iscrisse alla Punjab University dove fu coinvolto nel dipartimento di scienze sociali.
Nel 1958 consegue il Bachelor of Science in Economia e prosegue gli studi in Gran Bretagna. Frequentò la Cambridge University dove conseguì il Bachelor of Arts nella stessa disciplina. A Cambridge, Haq incontrò Amartya Sen, con il quale legò un'amicizia durata tutta la vita. Haq partì per gli Stati Uniti per il dottorato, attratto dall'economia capitalista americana. Entrò nel programma dottorale della Yale University e conseguì un PhD in Economia, seguito da studi alla Harvard University. Dopo aver completato gli studi, Haq ritornò nel suo paese per servire il Governo pakistano.

### Lavoro governativo
Al ritorno in Pakistan, Haq entra nella Planning Commission e diventa chief economist della commissione. Mantenne contatti con il ministro delle finanze e continuò ad essere economist advisor per il Governo pakistano.
Negli anni '60 fece conferenze in tutto il paese. Supportò la politica di Ayub Khan. Haq sostenne il capitalismo come base dell'economia nazionale e aiutò il Governo ad applicare i principi del mercato libero. Durante una pubblica conferenza nel 1965, Haq citò "22 industrial family groups had come to dominate the economic and financial life-cycle of Pakistan and that they controlled about two-thirds of industrial assets, 80% of banking and 79% of insurance assets in the industrial domain." L'improvvisa crescita economica fece esprimere al team di Haq dubbi sulla durata di tale crescita nel tempo. L'opinione internazionale esprimeva ammirazione per la crescita del Pakistan come modello di sviluppo; Haq esprimeva riserve sul modo di distribuzione della ricchezza. Haq fu sorpreso della oligarchia di 22 famiglie che ebbero il controllo dell'economia nazionale. Mentre sosteneva la tassazione dell'oligarchia, Haq lasciò il paese nel 1971, poco prima della guerra indo-pakistana del 1971 che determinò la fine della guerra di liberazione bagladese e l'indipendenza del Bangladesh.
Nel periodo della permanenza nel Regno Unito, Haq fu chiamato da Bhutto per dirigere il ministero delle finanze, ma rifiutò per diverse vedute sul socialismo governativo. Bhutto, in risposta, attacco l'oligarchia economica della nazione con il programma di nazionalizzazioni. Nel 1973 Bhutto chiese ancora a Mahbub di ritornare in Pakistan e entrare nel Governo per migliorare l'economia nazionale, contro la povertà e la stagflazione, ma differenze ideologiche fecero rifiutare Haq.
Nel 1982 Haq ritornò su richiesta del generale Zia-ul-Haq, e assunse la carica di ministro delle finanze. Fu associato al ministero della difesa. Fu il primo presidente del Executive Committee of the Space Research Council della Space and Upper Atmosphere Research Commission e seguì la policy pakistana sulle armi nucleari con Munir Ahmad Khan.

## Carriera professionale

### Banca mondiale (1970-1982)
Durante il periodo alla Banca Mondiale, Haq influenzò la filosofia sullo sviluppo umano e fece virare le politiche sociali della banca a contrasto della povertà, a favore delle piccole produzioni agricole locali, per la nutrizione, l'educazione, per l'approvvigionamento dell'acqua e altri settori sociali. Scrisse uno studio che servì come base per le teorie sullo sviluppo umano degli anni '80.

### Ministro delle Finanze del Pakistan (1982-1988)
Servendo come ministro delle finanze del suo paese, Haq ha riformato il settore fiscale, fece una deregolazione in ambito economico, incrementando le iniziative a favore dello sviluppo umano e contro la povertà. Parvez Hasan disse 'sotto la direzione di Mahbub, la Planning Commission divenne un posto vivo, influente in ambito sociale, in educazione e pianificazione familiare, molto trascurati negli anni di Zia – come ministro delle finanze, Mahbub esercitò una maggior accelerazione nella spesa a fini sociali'.

### Advisoralle Nazioni Unite (1989-1995)
Date le sue capacità come Consulente speciale nel UNDP, Haq promosse il concetto di Sviluppo umano e divenne direttore del progetto Rapporto sullo sviluppo umano. Raccolse a sé Paul Streeten, Inge Kaul, Frances Stewart, Amartya Sen e Richard Jolly per redigere il rapporto annuale Rapporto sullo sviluppo umano.

### Istituzione delloHuman Development Center
Nel 1996, Haq fondò lo Human Development Center di Islamabad, un istituto di ricerca pakistano che promuove ricerche, studi e seminari nel campo dello sviluppo umano, con focus sull'area del sud asiatico.

## Risultati
Haq originò lo indice di sviluppo umano, che divenne uno dei sistemi di valutazione dello sviluppo delle nazioni. L'ISU è usato dal 1990 dal Programma delle Nazioni Unite per lo sviluppo per redigere il Rapporto sullo sviluppo umano. Fece anche un programma di sviluppo per la Corea del Sud della durata di 5 anni.

## Decesso
Haq morì il 16 luglio del 1998 a New York, lasciando la moglie Khadija Haq, il figlio Farhan, e la figlia Toneema. In onore lo Human Development Centre di Islamabad fu ufficialmente intitolato Mahbub ul Haq Human Development Centre il 13 dicembre 1998, con Mrs. Khadija Haq come presidente.

## Tributi dalle Nazioni Unite
- 'La morte di Mahbub ul Haq è una perdita per il mondo', Kofi Annan, Segratrio generale dell'ONU.
- '... probabilmente nessun altro, promosse presso la Banca idee per la riduzione della povertà sin dai primi anni '70.[...]I suoi contributi fecero tendenza per il mondo e focalizzati verso le realtà sociali dell'Asia del sud, ci sprona a guardare i lati oscuri della società'. James Wolfensohn, Presidente della World Bank.

## IlMahbub ul Haq Award for Outstanding Contribution to Human Development
In onore di Haq, lo UNDP conferisce il premio a leader politici e della società civile. Premi conferiti:
- 2007 - Sheila Watt-Cloutier, attivista inuit del Canada
- 2004 - Fazle Hasan Abed, fondatore del BRAC in Bangladesh
- 2002 - Fernando Henrique Cardoso, Presidente del Brasile, 1995–2003

## Opere
- The Strategy of Economic Planning (1963)
- The Poverty Curtain: Choices for the Third World (1976). Columbia University Press. 247 pages. ISBN 0-231-04062-8
- The Myth of the Friendly Markets (1992)
- Reflections on Human Development (1996) Oxford University Press. 1st edition (1996): 288 pages, ISBN 0-19-510193-6. 2nd edition (1999): 324 pages, ISBN 0-19-564598-7
- The UN And The Bretton Woods Institutions : New Challenges For The Twenty-First Century / Edited By Mahbub Ul Haq ... [Et Al.] (1995)
- The Vision and the Reality (1995)
- The Third World and the international economic order (1976)
- New Imperatives of Human Security (1995)
- A New Framework for Development Cooperation (1995)
- Humanizing Global Institutions (1998)